# (7045) 1974 FJ
A (7045) 1974 FJ a Naprendszer kisbolygóövében található aszteroida. Carlos Torres fedezte fel 1974. március 22-én.